# 아레니스데문트

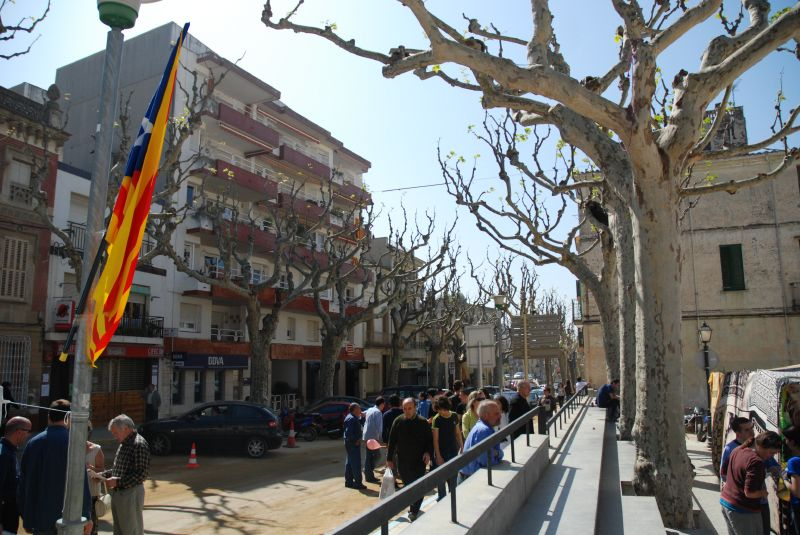

아레니스데문트(카탈루냐어: Arenys de Munt, 스페인어: Arenys de Munt)는 스페인 카탈루냐 지방 바르셀로나 주에 위치한 도시이다.